# Schweizerhaus (Niederschlesien)
Das Schweizerhaus (polnisch Schronisko PTTK „Szwajcarka“) ist eine denkmalgeschützte Villa auf dem Kreuzberg (Krzyżna Góra).

## Geschichte
Das Schweizerhaus liegt auf einer Höhe von 520 m n.p.m. in Polen im Landeshuter Kamm, einem Gebirgszug der Sudeten, auf der Kreuzberg (Krzyżna Góra).
Die Hütte wurde 1823 im sogenannten Tirol-Stil errichtet. Sie wird von dem PTTK betrieben. Sie ist die einzige Schutzhütte in den Sudeten, die ganz aus Holz gebaut ist.

## Zugänge
Die Hütte ist über mehrere markierte Wanderwege und mit dem Pkw erreichbar.

## Touren

### Gipfel
- Skalnik (944 m)